# Ян Чон Мо
Ян Чон Мо (кор. 양정모; нар. 28 лютого 1953, Пусан) — південнокорейський борець вільного стилю, срібний та бронзовий призер чемпіонатів світу, бронзовий призер чемпіонату Азії, дворазовий чемпіон Азійських ігор, чемпіон Олімпійських ігор. Перший олімпійський чемпіон в історії Південної Кореї.

## Життєпис
У 1971 році взяв участь в чемпіонаті світу серед юніорів. Боровся як у змаганнях з вільної, так і з греко-римської боротьби. У вільній боротьбі став срібним, а у греко-римській — бронзовим призером. На дорослому рівні успіхів на міжнародній арені досяг у вільній боротьбі. Серед них найбільшим досягненням стала золота олімпійська нагорода 1976 року. На тій Олімпіаді в Монреалі у ваговій категорії до 62 кг змагалося 17 учасників. Переможець визначався за найменшою кількістю штрафних балів, які нараховувалися, як за поразку, так і за перемогу за очками. Корейський борець переміг у п'яти сутичках, причому у трьох з них здобув чисту перемогу й у двох — за явною перевагою. Перед фінальним поєдинком з представником Монголії Зевегійном Ойдовим Ян Чон Мо мав найменшу кількість штрафних балів, крім того, в останній зустрічі його влаштовувала навіть мінімальна поразка, що й відбулося. Хоча монгольський спортсмен мінімально переміг (10:8), золота олімпійська медаль все одно дісталася корейському борцю.

## Спортивні результати на міжнародних змаганнях

### Виступи на Олімпіадах
| Змагання                    | Збірна         | Вагова категорія          | Місце  |
| --------------------------- | -------------- | ------------------------- | ------ |
| Літні Олімпійські ігри 1976 | Південна Корея | вільна боротьба, до 62 кг | Золото |

### Виступи на Чемпіонатах світу
| Змагання                        | Збірна         | Вагова категорія          | Місце  |
| ------------------------------- | -------------- | ------------------------- | ------ |
| Чемпіонат світу з боротьби 1975 | Південна Корея | вільна боротьба, до 62 кг | Бронза |
| Чемпіонат світу з боротьби 1978 | Південна Корея | вільна боротьба, до 62 кг | Срібло |
| Чемпіонат світу з боротьби 1979 | Південна Корея | вільна боротьба, до 62 кг | 4      |

### Виступи на Чемпіонатах Азії
| Змагання                       | Збірна         | Вагова категорія          | Місце  |
| ------------------------------ | -------------- | ------------------------- | ------ |
| Чемпіонат Азії з боротьби 1979 | Південна Корея | вільна боротьба, до 62 кг | Бронза |

### Виступи на Азійських іграх
| Змагання           | Збірна         | Вагова категорія          | Місце  |
| ------------------ | -------------- | ------------------------- | ------ |
| Азійські ігри 1974 | Південна Корея | вільна боротьба, до 62 кг | Золото |
| Азійські ігри 1978 | Південна Корея | вільна боротьба, до 62 кг | Золото |

### Виступи на змаганнях молодших вікових груп
| Змагання                                      | Збірна         | Вагова категорія                 | Місце  |
| --------------------------------------------- | -------------- | -------------------------------- | ------ |
| Чемпіонат світу з боротьби серед юніорів 1971 | Південна Корея | греко-римська боротьба, до 60 кг | Бронза |
| Чемпіонат світу з боротьби серед юніорів 1971 | Південна Корея | вільна боротьба, до 60 кг        | Срібло |